# Valle Maira
Koordinaten: 44° 30′ 0″ N, 7° 8′ 0″ O
Das Valle Maira (Val Maira, früher auch Valle Macra) ist ein etwa 60 km langes, von West nach Ost verlaufendes Tal in der italienischen Provinz Cuneo, die in der Region Piemont liegt. Das Mairatal ist zugleich Teil der Cottischen Alpen und liegt an der Grenze zu Frankreich. Das seit mindestens 4000 Jahren besiedelte Tal ist eine der am stärksten von Landflucht und Abwanderung betroffenen Regionen des Alpenraums und ganz Italiens.

## Geographie

### Lage

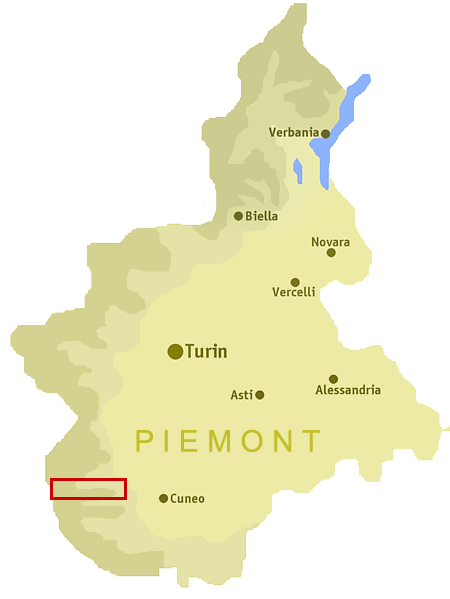
Lage des Valle Maira im Piemont

Das etwa 60 km lange Tal liegt in den Cottischen Alpen an der Grenze zu Frankreich und wird von dem 67 km langen Gebirgsfluss Maira durchflossen, der wiederum in den Po mündet. Der Talausgang ist bei Dronero, am anderen Ende des Tales erheben sich der 3389 m hohe Chambeyron und der 3166 m hohe Sautron, Berge, die das Tal von den französischen Tälern der Ubayette und der Ubaye trennen. Dabei verengt sich das Tal beim Aufstieg immer wieder, so dass es im unteren Tal erst vor zwei Jahrhunderten gelang, eine befahrbare Straße zu errichten, die nur bis San Damiano reichte. Das durch Gletscher der Vergangenheit erweiterte obere Tal war praktisch nur von der französischen Seite über zwei bis auf 2600 m Höhe ziehende Pfade aus zu erreichen.
Die Paralleltäler sind im Norden das Valle Varaita, das durch die Massive Chersogno und Elva vom Mairatal getrennt ist, und das über den Colle di Sampeyre (2284 m) im Sommer erreichbar ist. Im Oberlauf hingegen erreicht man dessen Seitental Bellino. Im Süden liegt das Valle Grana (das nicht bis an den Alpenhauptkamm reicht) sowie im Oberlauf das Valle Stura. Zwischen diesen befinden sich Pfade, die die drei Täler über Colle del Mulo, Col Valcavera, Passo della Gardetta und Colle di Esischie verbinden.

### Administrative Gliederung

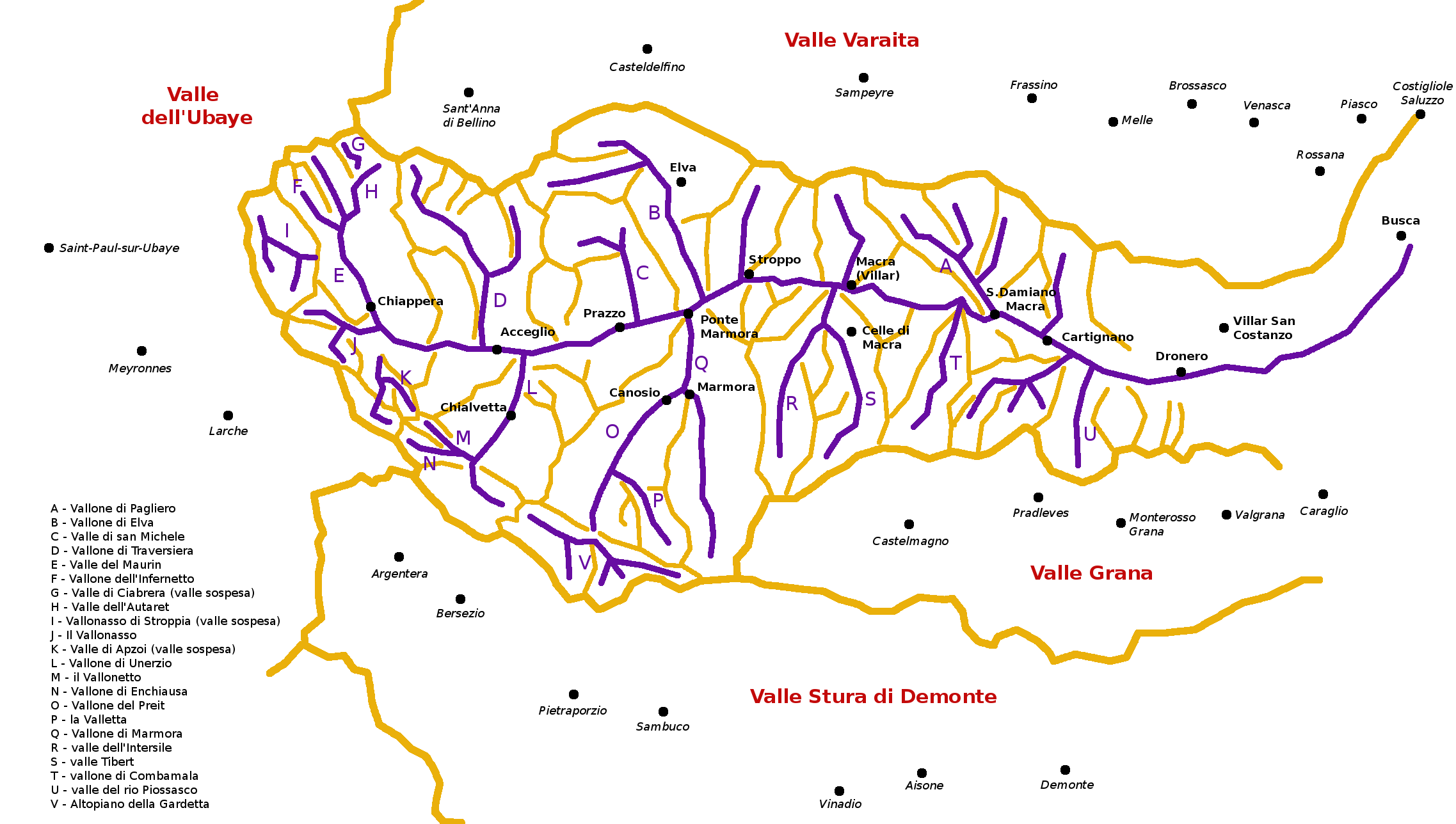
Das Maira-Tal mit den wichtigsten Bergrücken (orangefarben), Talböden (blau) und Siedlungen (schwarz)

Das Tal wird administrativ als Comunità Montana Valle Maira bezeichnet (Berggemeinschaft Mairatal) und stellt eine Verwaltungseinheit zwischen Provinz- und Gemeindeebene dar. Sie umfasst ein Gebiet von etwa 630 km² Fläche.
In dem Tal liegen, flussaufwärts und in Nebentälern, die 14 Ortschaften Busca (500 m), Villar San Costanzo (609 m), Dronero (622 m), Roccabruna (700 m), Cartignano (690 m), dann San Damiano Macra (743 m), Macra (875) und Celle di Macra (1270 m), Stroppo (1087 m), Marmora (1225 m), Canosio (1225 m), Elva (über 1600 m), Prazzo (1030 m) und Acceglio (1200 m). Zu diesen 14 Orten kommen mehr als 200 borgate (Weiler), von denen viele im Zuge der im frühen 19. Jahrhundert einsetzenden Landflucht aufgegeben worden sind. Ihre Ruinen finden sich noch an zahlreichen Stellen.
Dabei erwies eine Untersuchung mit Blick auf Dronero, „dass der Marktort am Alpenrand eine Mittelpunktfunktion für das alpine Umland wahrnimmt und die Zukunft des Mairatales (Cottische Alpen) eng mit diesem kleinen Zentrum verknüpft ist.“ Diese Funktion füllt auf mittlerem Niveau auch Busca aus, wo es beispielsweise ein Krankenhaus gibt, während höhere Dienstleistungen erst nach Verlassen des Tales in Cuneo anzutreffen sind. Ein weiteres Krankenhaus entstand auf Initiative des Mediziners und Chirurgen Alessandro Riberi (1794–1861) in Stroppo, genauer gesagt in der Frazione Bassura.

### Landschaft und Geologie

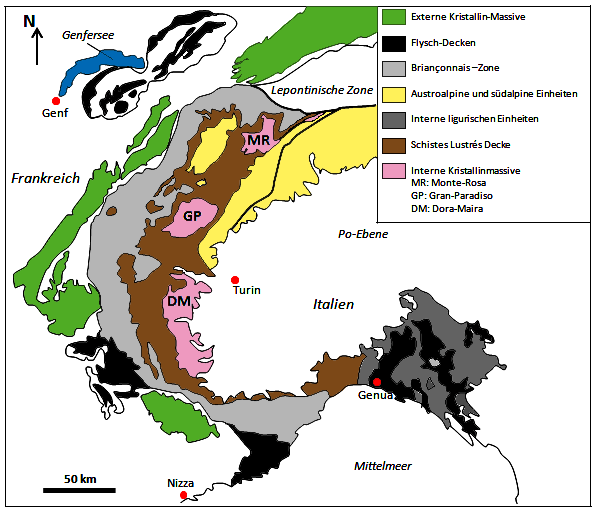
Geologie der Westalpen mit dem Dora-Maira-Massiv (DM)

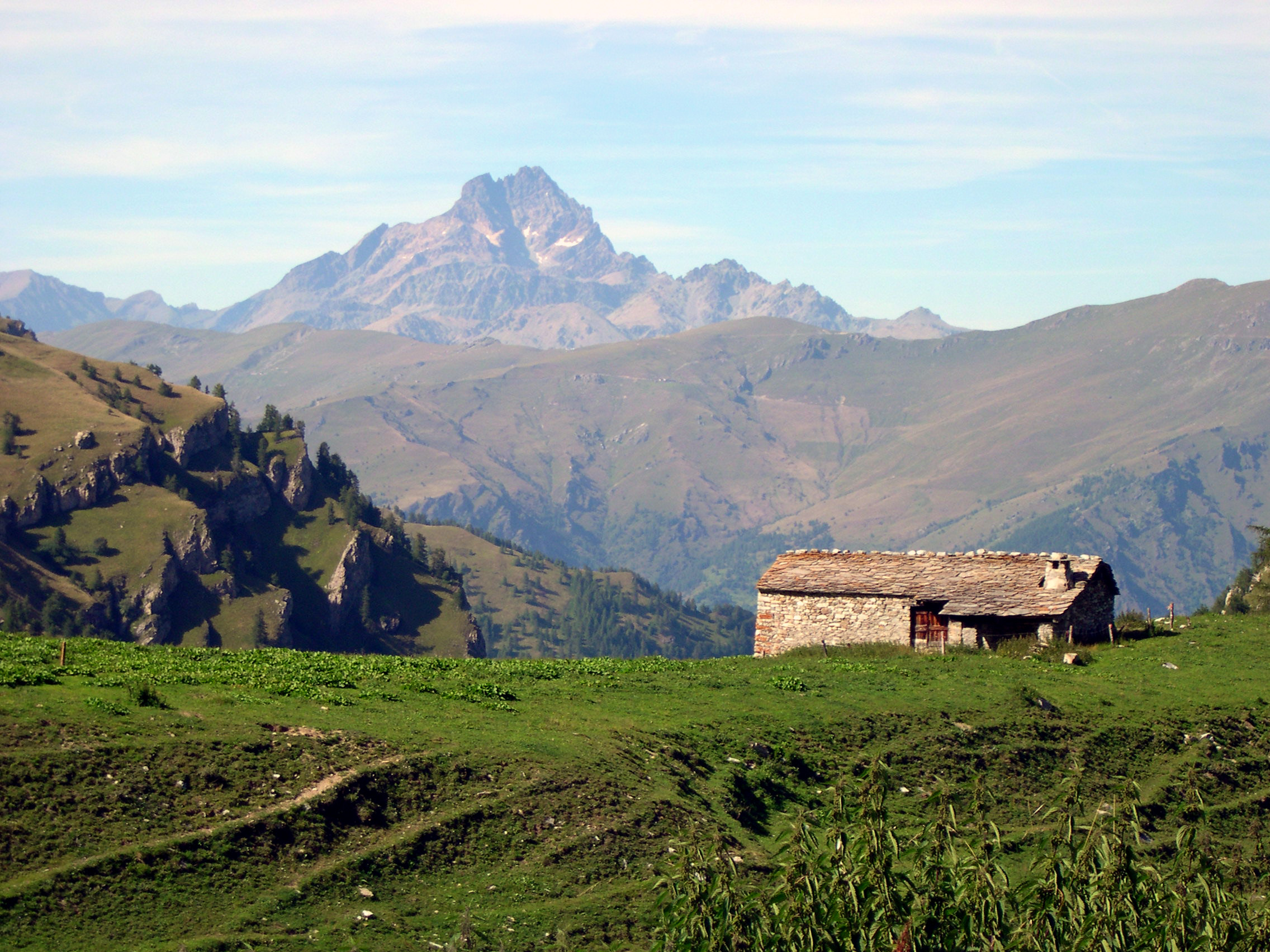
Blick auf den Monviso vom Colle dell'Intersile im Valle Maira

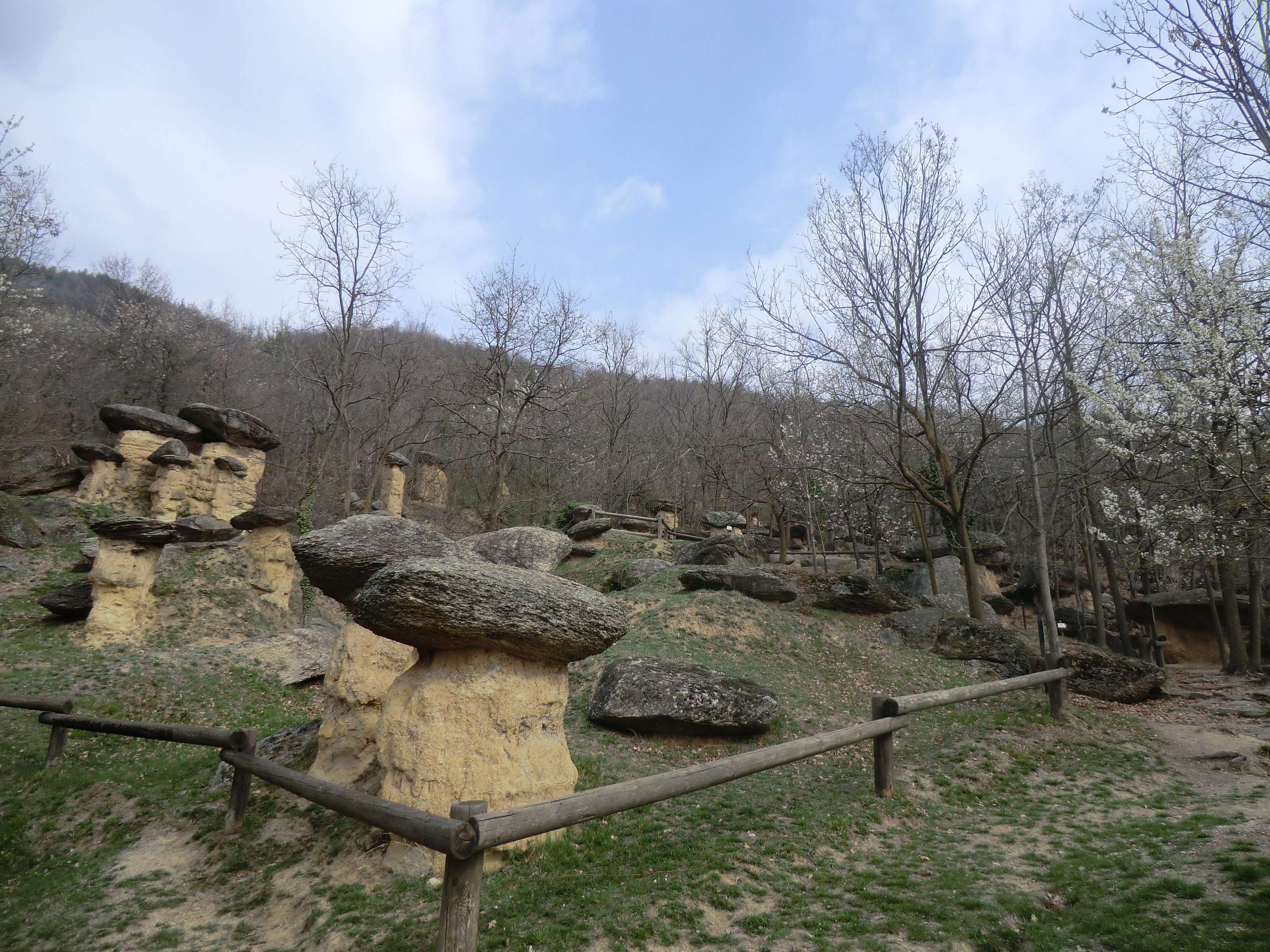
Riserva naturale dei Ciciu del Villar, zwischen Dronero und Busca gelegen

Das Tal bildet den südlichen Teil des Dora-Maira-Massivs, das sich im inneren Bereich des westlichen Alpenbogens erstreckt und einen kuppelförmigen Gesteinsgürtel darstellt, der sich aus paläozoischen Kristallineinheiten zusammensetzt. Das Massiv erstreckt sich über 70 km vom Susatal im Norden bis zum Mairatal.
Es bildet zusammen mit dem Monte-Rosa- und dem Gran-Paradiso-Massiv die penninischen Internmassive der Westalpen. Die drei kristallinen Massive ergeben zusammen eine strukturelle Fenstereinheit in den metaophiolithischen Abfolgen der Bündnerschieferdecke, die dem oberen Penninikum (Piemont-Zone) zugeordnet wird. Die überlagernden Gesteine des Monte Viso und des Rocciavrè bilden dabei die westliche Grenze des Dora-Maira-Massivs. Dieses stellt eine gestapelte Sequenz der drei tektonischen Haupteinheiten dar, nämlich der Pinerolo-, der Venasca- und der Dronero-Einheit. Diese drei Einheiten sind voneinander durch diffus-duktile Deformationszonen getrennt und von jüngeren spät-eozänen Prozessen überprägt (näherungsweise vor 38-35 Millionen Jahren). Die Dronero-Einheit wird als vulkano-sedimentäre Sequenz gedeutet, die zwischen Karbon und Perm-Trias entstand, also grob gesagt vor 350 bis 250 Millionen Jahren. Geobarometrische Schätzungen (35 kbar) deuten darauf hin, dass die Subduktion bis in eine Tiefe von 100 km reichte (Ultrahochdruckgesteine, dort wurde 1984 erstmals Coesit entdeckt). In diesem Prozess wurde ein vor Europa gelegener Terran unter die Adriatische Platte gezwungen, dann löste sich ein Teil ab, der zwischen den beiden Platten aufstieg – wobei dieser ein Stück ozeanischer Kruste samt ihrem Mantel aufsammelte und mit sich zog. Letztere landeten im Monviso-Massiv. Nach Bewegungen durch erneute Kollision wurden sie durch Erosion freigelegt.

### Fauna und Flora
Die Viehhaltung, bis um 1900 mit Wölfen und Bären vertraut, veränderte sich mit dem Verschwinden der großen Prädatoren. 1921 wurde der letzte Wolf im Piemont erschossen. Im Val Barbera wurde 1985 erstmals wieder ein Wolf gesichtet, doch erst ab 1991 breitete sich die Art wieder in den Seealpen aus. Noch 2005 vermutete man zwar Wölfe im Mairatal, doch gab es noch keine stabilen Rudel. Die Anwesenheit der Rudel veränderte die Systeme der Transhumanz, etwa die Bewachung der Schafherden durch Hunde, Esel oder Lamas, oder mobile Elektroweidezäune, erheblich. Allein zwischen 1999 und 2001 töteten Caniden in den Tälern um Cuneo 586 Tiere, in zwei Dritteln der Fälle waren die Jäger Wölfe; 2009 töteten Wölfe in den Tälern um Cuneo mindestens 195 Tiere. So musste die Praxis, die Herden in den Sommermonaten weitgehend sich selbst zu überlassen, wieder aufgegeben werden; andererseits werden Herden wieder zusammengelegt und gemeinsam gehegt. So konnten die Verluste drastisch reduziert werden. Dabei gewöhnten sich manche Wölfe zunehmend an die Anwesenheit von Menschen. So wurde 2010 in Ormea ein Wolf registriert.
Der ansonsten schwer nachweisbare Sperlingskauz ist nach einer Untersuchung der Jahre 2006 bis 2009 im Mairatal belegt.
Aus dem im Tal kultivierten Lavendel wird Öl gewonnen, auch wurde Absinth destilliert, wozu eine Reihe von Kräutern eingesetzt wird.
Bereits 1932–33 wurde der Binsen-Rot-Schwingel (sub Festuca rubra L. var. genuina Hack. subvar. juncea Hack.) nachgewiesen, 1999 der Haarblättrige Rot-Schwingel (Festuca trichophylla subsp. asperifolia), die zu den Süßgräsern zählen. Letzterer wird bis zu 80 cm hoch und war bis dahin nur im Süden (1982) nachgewiesen, seither auch im Apennin.

## Geschichte

### Ur- und Frühgeschichte
Bei Roccabruna fanden sich über 20.000 Felsritzungen aus der Bronzezeit, die um 2000 v. Chr. auf einer kaum 2 ha großen Fläche entstanden. Auch in der frazione San Martino fanden sich Artefakte der Spätbronzezeit.
Spätestens in römischer Zeit entstand im Tal eine Straße als Verbindung nach Gallien, an der als Abgabe die Quadragesima Galliarum erhoben wurde, eine Abgabe von einem Vierzigstel des Warenwerts. Aus etruskischer Zeit stammt eine ältere Inschrift, die bei Busca entdeckt wurde, auch fand sich in der Kirche von Marmora eine lateinische Inschrift (CIL V 7833), vielleicht des 1. oder 2. Jahrhunderts, mit Hinweisen auf die besagte Abgabe. Diese Abgabe wurde wohl in der Nähe des späteren Dronero eingezogen.
Bereits 1777, womöglich noch früher, wurde erstmals eine römische Inschrift aus dem Tal wissenschaftlich publiziert. Es handelte sich um eine Inschrift aus augusteischer Zeit, die sich seinerzeit in Elva befand. Eine weitere wurde bei Pagliero entdeckt und in das 2. Jahrhundert datiert.
Am Monte Pagliano entdeckte man 1950 eine römische Nekropole. Die Kolonisierung des unteren Tals erfolgte ausgehend von der Colonia Julia Augusta bei Centallo. Dabei wurden die breiteren Talböden in Latifundien aufgeteilt, wobei Oliven und Wein angebaut wurden. Die Herren dieser großen Agrarflächen lebten in Attissano (benannt nach einem Atticius) und in Bovignano (Bebennius). Die archäologischen Funde aus dem Tal befinden sich im archäologischen Museum von Cuneo und Turin.
Der Name von Busca geht möglicherweise auf das keltische Buxilla oder das germanische Busch zurück.

### Christianisierung, Erstnennung (1028), Okzitanische Kultur, Marchesato di Busca
Dronero geht vielleicht erst auf das byzantinische * Draconerius zurück. In der Spätantike und im Frühmittelalter entstanden monastische Zentren in Caraglio, Dronero, Busca, Costigliole und Piasco. Dabei entwickelte sich aus den römischen Villen heraus ein Dorfsystem, wo wiederum Kirchen entstanden, wie Santa Maria di Bovignano (heute: Madonna del Campanile), Santa Maria di Attissano, San Quintino und Santa Maria del Nerone. Aus Roxius wurde das spätere Rossana. Vor 1000 entstand die Pieve di San Martino. Während der Zeit sarazenischer Überfälle zogen sich viele Dörfer in schwerer zugängliche Gebiete oder auf besser zu verteidigende Hügel zurück.
Das Tal wurde erstmals 1028 in der Gründungsschrift des Klosters Santa Maria di Caramagna erwähnt. Es wurde zunehmend von der Provence aus besiedelt, als die okzitanische Kultur noch lebendig war, bevor sie durch die Kartharerkriege im 13. Jahrhundert vernichtet wurde. Die Sprache Okzitaniens und einige Bräuche reichen in diese Zeit zurück. Um 1200 errichtete die Stadt Cuneo eine Festung im heutigen Busca, wobei der Ort langsam wuchs, wo seit dem 12. Jahrhundert der Marchesato di Busca entstanden war. Um 1155 herrschte dort Guglielmo, Sohn des Bonifacio del Vasto. Ihm folgten Berengario (1158–1211) sein Sohn und diesem wiederum sein Sohn Guglielmo II. (1211–1231) und schließlich als letzter aus diesem Hause Enrico (1231–1284). Während sich Cuneo als Kommune 1198 stärker verselbständigte, übernahm der Markgraf von Saluzzo 1281 Busca. Den Herren von Busca verdankte der Ort die Kirche Santo Stefano und das ‚Castellaccio‘, eine Ruine der Burg, die möglicherweise auf den Ruinen des römischen Kastells errichtet worden war.

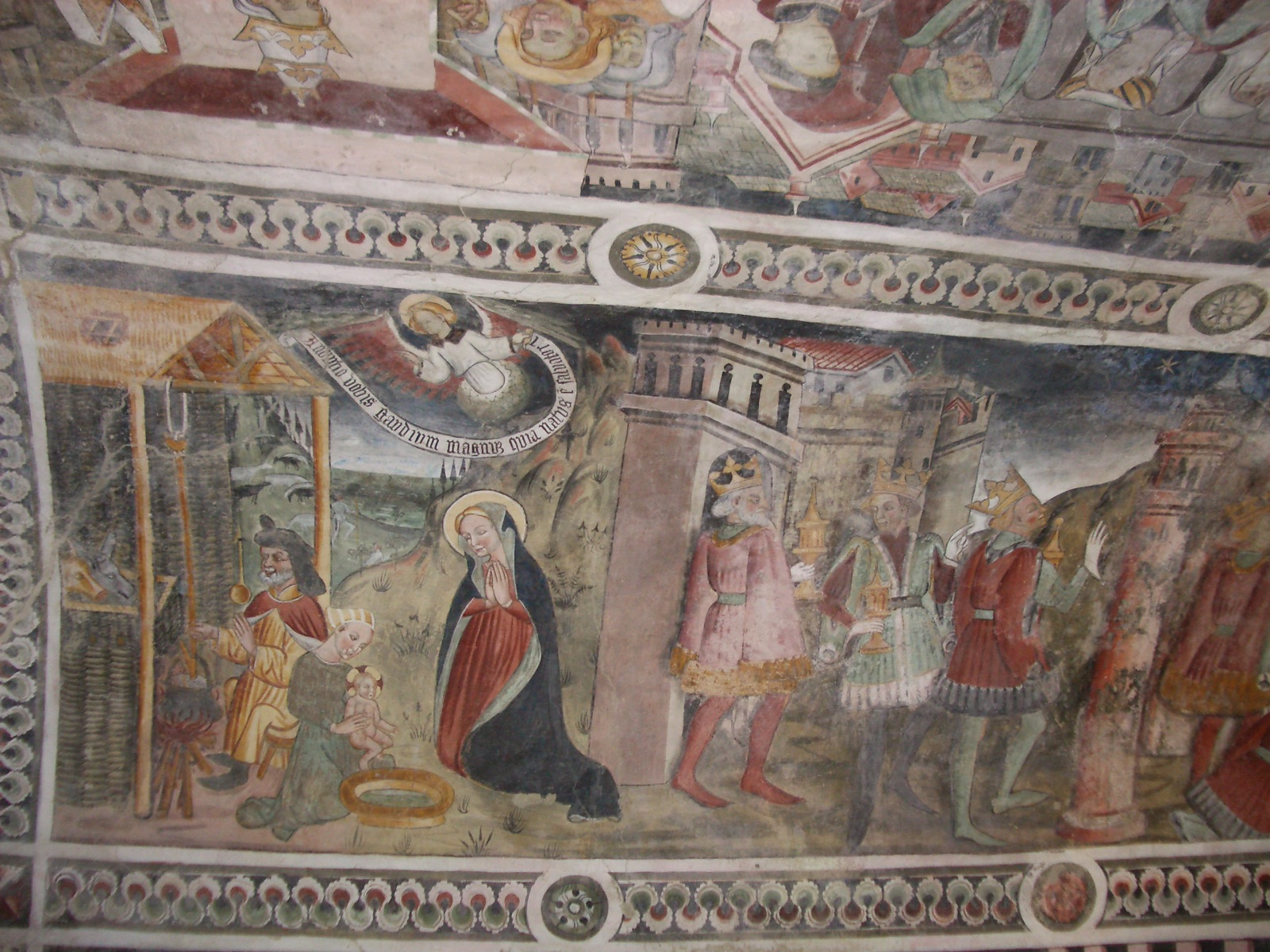
Fresken von Giovanni Baleison (um 1463–1500) in der Kapelle Santi Sebastiano e Fabiano von Marmora, die um 1450 entstand. Der Künstler verbildlichte Szenen aus der Jugend Christi und verarbeitete apokryphe Texte.

### Grafschaft Saluzzo (ab 1209), relative Unabhängigkeit

Kreuzigung von Hans Clemer, S. Maria Assunta, Elva

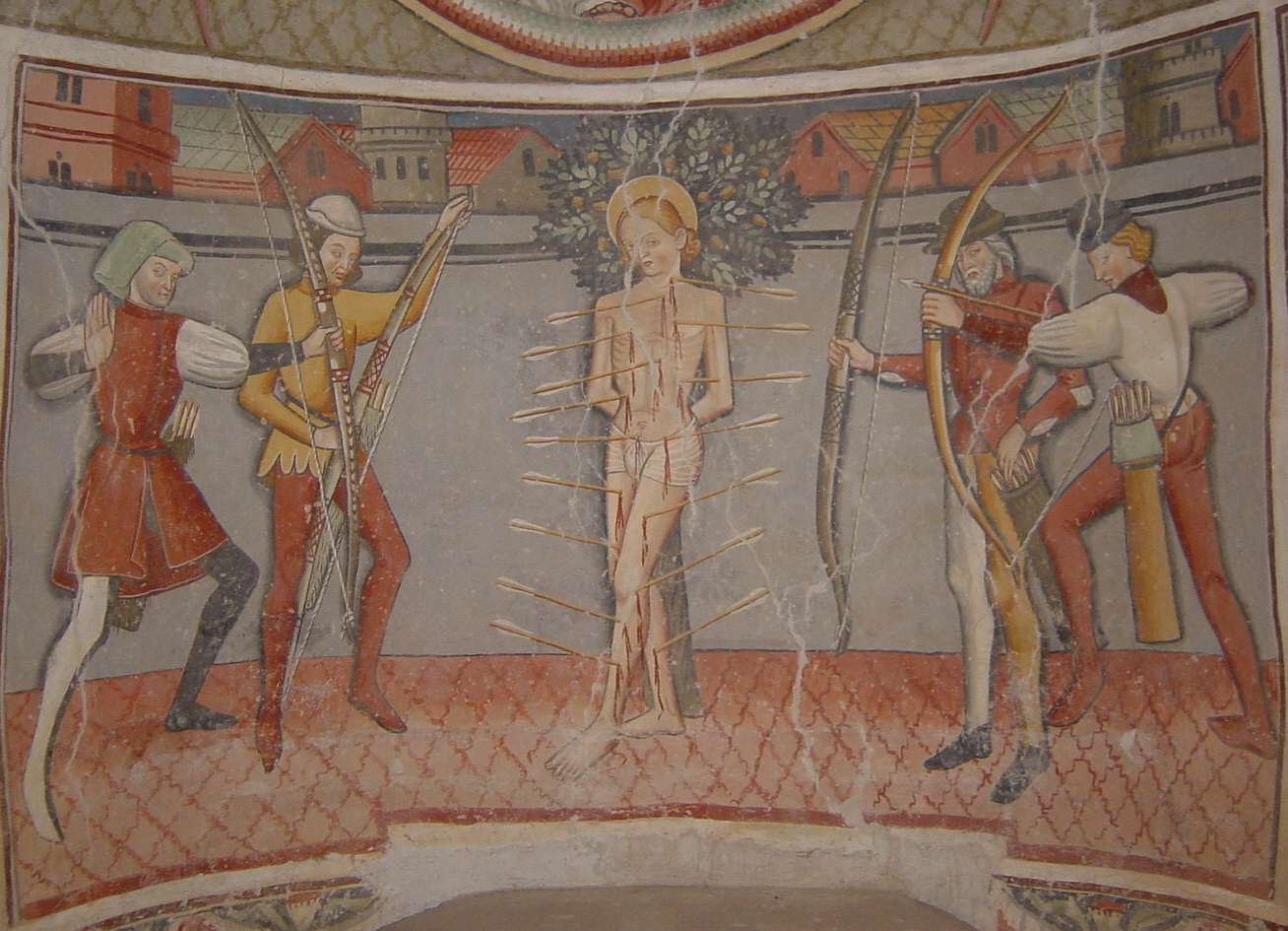
Martyrium des hl. Sebastian, Giovanni Baleison 1484, Hauptaltar der Cappella San Sebastiano, Celle di Macra

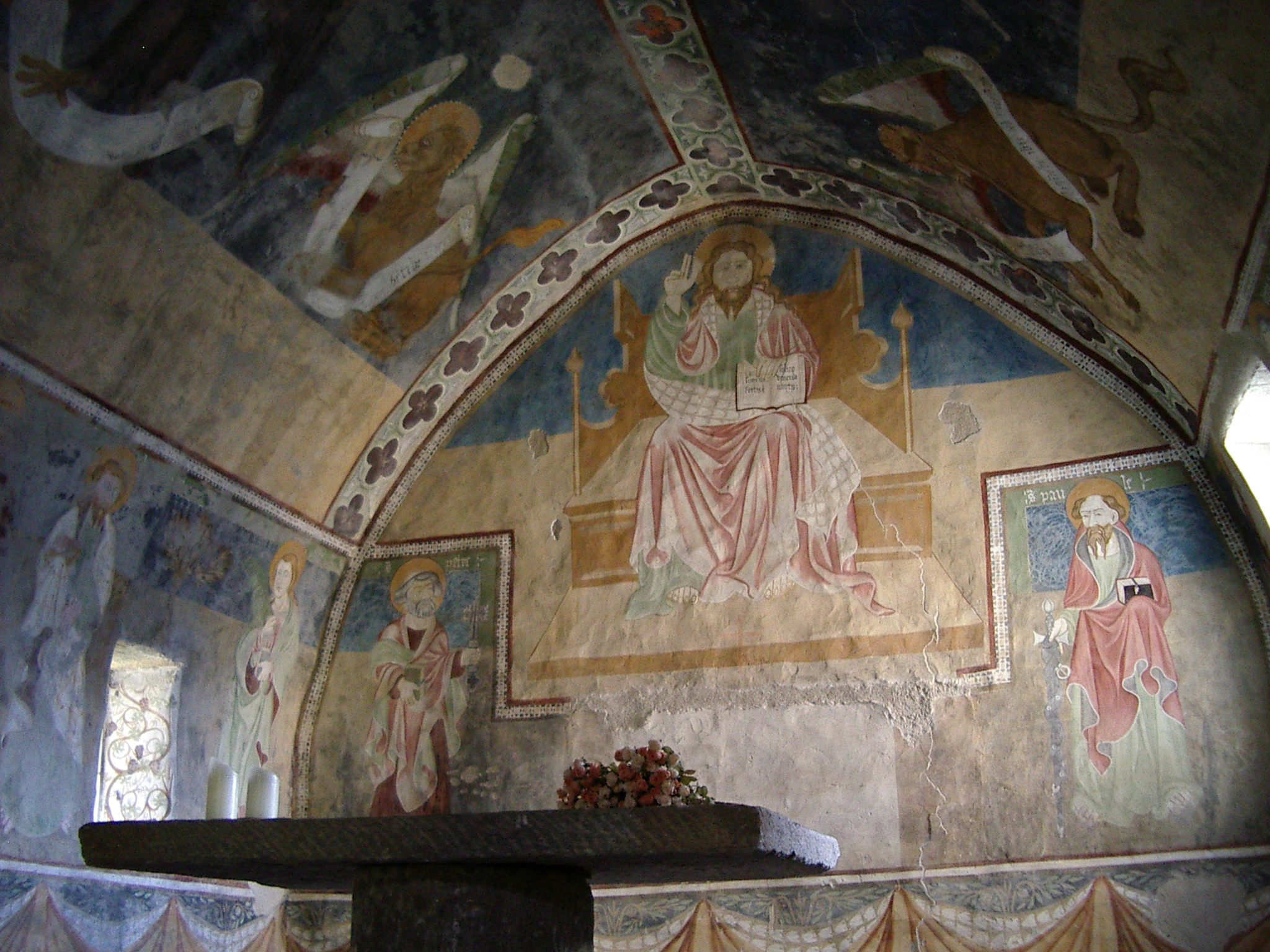
Fresken in der Gemeindekirche von Stroppo, thronender Christus, Petrus und Paulus

1209 wurde das Mairatal Teil der Grafschaft Saluzzo, konnte sich aber eine gewisse Unabhängigkeit bewahren. Diese wird erstmals in einer Urkunde von 1254 durch den Feudalherrn Guglielmo von Busca und 1264 durch den Grafen Tommasso von Saluzzo bestätigt. In den Statuten von 1396 (Statuti della Valmaira) gaben sich die zwölf Gemeinden der Unabhängigen Republik Mairatal (Repubblica indipendente della Valle Maira) eine gemeinsame Verfassung für ihre bereits funktionierende Taldemokratie, die in Stroppo tagte. Die Statuten regelten in dreizehn Kapiteln das Leben im Tal: die Organisation der Behörden, den Unterhalt der Wege, die Formen der landwirtschaftlichen Nutzung usw. San Damiano Macra, Pagliero und Dronero wählten fünf Deputierte, die das obere Tal in einer Art Parlament vertraten, das möglicherweise bis 1020 zurückreicht. Das Mairatal war die kleine Schwesterrepublik des bis ins Tal Varaita reichenden Bundes von Briançon, der seine Blütezeit von 1343 bis 1713 hatte.
Um Busca und Cuneo herrschten die Signori di Saluzzo zwar von 1281 bis 1305, doch folgten dort die Anjou. 1347 bis 1358 kehrten die Herren von Saluzzo zurück, dann wieder bis 1361 die Anjou. Letztere mussten einsehen, dass sie Busca nicht schützen konnten und erlaubten der Stadt, ihren Herrn selbst zu wählen. Am 7. April 1361 unterstellte sich Busca Amedeo von Savoyen, der auch den Titel Marchese di Busca annahm.
Spätestens in dieser Zeit entstand eine für das Mairatal typische Hausform, die sich durch südwärts gerichtete Vorbauten auszeichnen, die von zylindrischen Säulen getragen werden. Die so entstehenden weit überragenden Dächer dienten dem Trocknen von Kastanien, Gemüse und Roggen. Eine Arbeit aus dem Jahr 2000 skizzierte allein 111 dieser Häuser im Tal, die vielfach mehrere Familien beherbergten.

### Reformation und Gegenreformation
1536 besetzten spanische Truppen Busca, das 1537 zwei französischen Eroberungsversuchen widerstand. Doch 1552 gelang es den Einheiten des französischen Generals De Brissac die Stadt zu besetzen. Die nunmehr stark befestigte Stadt fiel mit dem Frieden von 1559 an Emanuele Filiberto von Savoyen zurück. In den folgenden Jahrzehnten wurden Bewässerungssysteme errichtet, die das Wasser der Maira für die Agrarwirtschaft einsetzten.
Während der Reformation schloss sich das Tal, im Gegensatz zu Frankreich, den Calvinisten an, jedoch knüpften die Konfessionen an vorhandene religiöse Strukturen an, so dass Reformation und Gegenreformation im Tal selbst nur zu geringen Erschütterungen führten. Daher konstatierten neuere Untersuchungen eine überraschende Pluralität. Bereits 1540 war Acceglio calvinistisch. In Busca predigte der aus dem Ort stammende ehemalige Franziskaner Gioffredo Varaglia (* um 1507), der 1552 unter Hausarrest gestellt wurde. Am 25. März 1558 wurde er in Turin verbrannt. Sein Vater hatte 1484 noch am Kreuzzug gegen die Waldenser teilgenommen. Vor seiner Hinrichtung hatte Varaglia in Brusca noch eine Disputation mit dem Franziskaner Angelo Malerba. Varaglias Nachfolger wurde Scipione Lentolo, der Verfasser der einzigen zeitgenössischen Geschichte der Waldenser. 1548 kam die Grafschaft Saluzzo und damit auch das Mairatal unter die Kontrolle von Frankreich. In San Damiano Macra, in Acceglio und Dronero wurden Konvente gegründet, die den Kampf gegen die reformierten Gruppen unterstützen sollten. Führer der örtlichen Gegenreformation war der Kapuziner Valeriano Berna da Pinerolo. Dabei galt Dronero nach der Hochburg des Calvinismus als „Klein Genf“ (piccola Ginevra), denn dort galt von den etwa 3000 Einwohnern vielleicht mehr als die Hälfte als „Häretiker“. Herzog Carlo Emanuele I. von Savoyen, der 1601 in den Besitz der Markgrafschaft Saluzzo gekommen war, nahm die Bekämpfung dieser Ketzerei als Vorwand, um das Tal zu erobern.

### Erbfolgekriege, Epidemien, französische Revolution, Anschluss an Italien
Im siebzehnten und achtzehnten Jahrhundert war das Tal von den spanischen und österreichischen Erbfolgekriegen betroffen. 1630 halbierte die Pest die Bevölkerung, allein in Busca starben über 2000 Einwohner; dann folgte ein Bürgerkrieg im Hause Savoyen. 1693 besetzte der französische General Catinat Busca. 1707 lagerte die gesamte Armee des Kaisers, der mit Savoyen im Bündnis stand, vor Busca, als sie auf dem Weg nach Nizza war, um gegen Ludwig XIV. zu kämpfen. 1716 folgte eine weitere Pestepidemie. Die wenigen überlebenden Einwohner von San Damiano und von Pagliero gründeten ein gemeinsames Dorf. 1743 öffneten die Einwohner von Busca den anrückenden Franzosen die Tore; die Truppen verließen den Ort nach wenigen Tagen.
Am 26. Dezember 1798 errichtete man in Busca einen Freiheitsbaum und ein Stadtrat wurde benannt, doch am 6. Juni 1799 beendeten russische und österreichische Soldaten den Aufstand. Mit der Rückkehr Napoleons im folgenden Jahr wurde das gesamt Tal ein Teil Frankreichs. Nach den napoleonischen Kriegen kam das Mairatal vorübergehend zum Département von Stura, kehrte aber nach der Restauration im Jahre 1815 zu Savoyen zurück. 1835 entstand in Busca ein erstes Krankenhaus, nachdem noch 1830 drei Choleraepidemien gewütet hatten. Eine derartige Epidemie trat letztmals 1884 auf.
Im Jahr 1859 wurde das Tal ein Teil der Provinz Cuneo. Es entstanden die Bahnlinien Busca-Costigliole und Busca-Cuneo, wozu eine neue Brücke über die Maira errichtet wurde; die Linie wurde nach Saluzzo und Richtung Dronero verlängert.

### Abwanderung

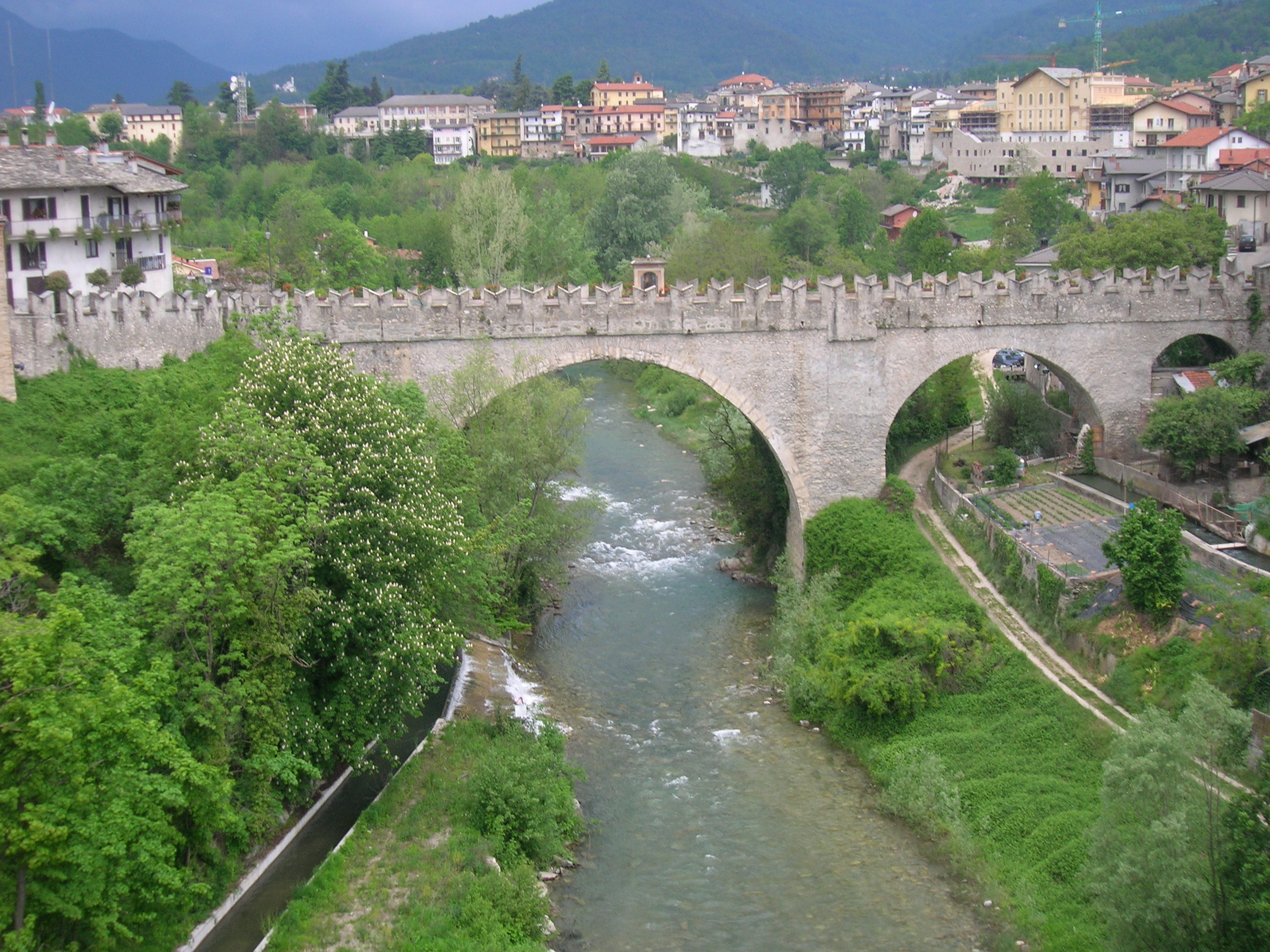
Der Ponte del Diavolo mit seinen drei Bögen überquert die Maira in Dronero. Die Brücke entstand im frühen 15. Jahrhundert.

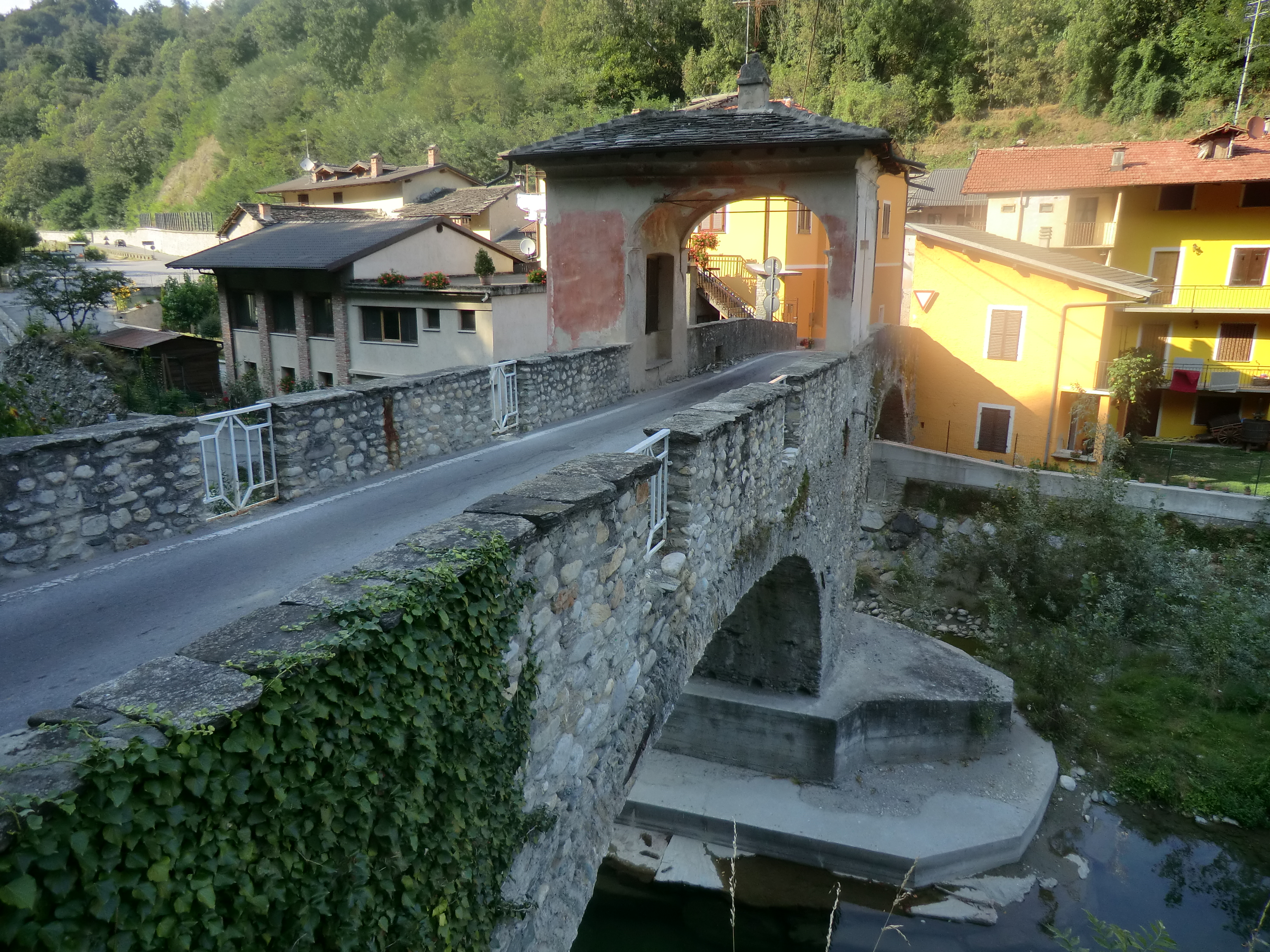
Die Mairabrücke in Cartignano

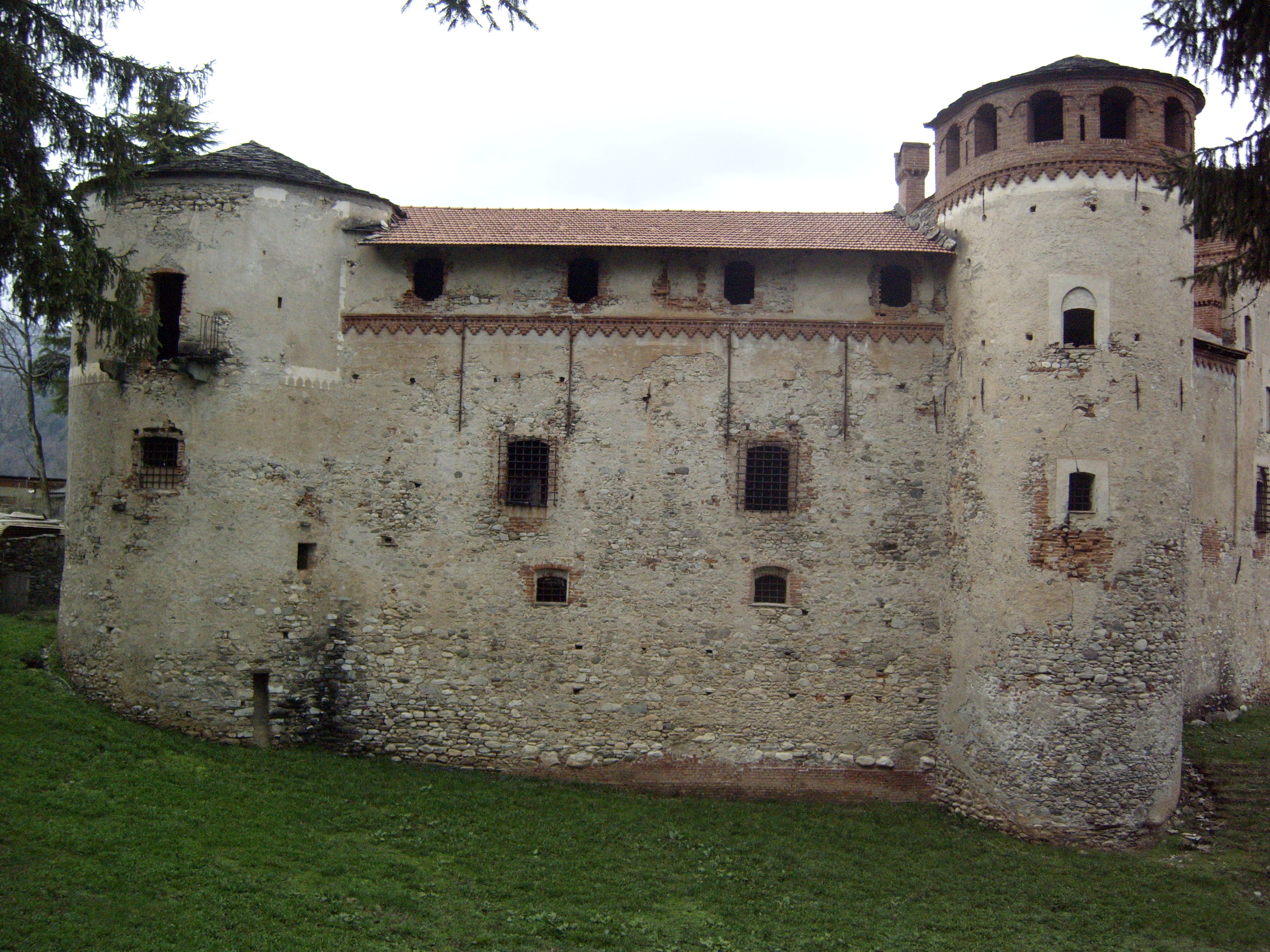
Das Kastell von Cartignano wurde von den Berardi di San Damiano vielleicht gegen 1440 errichtet (Erstnennung 1477). Es ist die einzige Burg im Tal, denn die Castelli von Dronero, San Damiano und Acceglio waren eher Wachtürme. Am 30. Juli 1944 wurde die Burg niedergebrannt.

Um 1842, so berichtet Goffredo Casalis in seinem Dizionario geografico, storico, statistico, commerciale der Staaten des Königreichs Sardinien, führte eine für Karren befahrbare Straße von Dronero bis nach San Damiano, von wo Transporte mit Eseln und Maultieren fortgesetzt werden mussten. Feste Brücken über die Maira gab es nur in Dronero, wo 1428 der Ponte del Diavolo entstand, und Acceglio. Ansonsten bestanden Holzbrücken, die mit den Hochwässern praktisch jedes Jahr davongerissen wurden. Etwa in der Talmitte befand sich der Ponte della catena (Kettenbrücke). Während im unteren Tal Weizen, Roggen, Hafer, Kartoffeln, Kastanien und Heu geerntet wurden, aber auch Mais (granturco), Hanf, Wein („di gusto intollerabile“ – von unerträglichem Geschmack (S. 61)) und Maulbeeren gediehen, wuchsen oberhalb von S. Damiano nur noch geringe Mengen von Roggen, Hafer, Weizen und Kartoffeln. Nur der Hafer war für die Ausfuhr aus dem Tal geeignet. Allerdings gediehen dort Lärche und Tanne, deren Holz in großen Mengen die Maira abwärts bis Dronero befördert wurde. Viele Standorte waren bis dahin noch nie abgeholzt worden. Daneben wurden Gämsen, Fasane, Rebhühner gejagt, Äschen und Forellen gefangen. Darüber hinaus wurden verschiedene Käsesorten hergestellt, aus der Wolle der Schafe grobe Tücher gefertigt.
Schon zu dieser Zeit wanderten zahlreiche Bewohner ab. Im Tal lebten um 1840 etwa 27.000 Menschen, von denen 16.000 im unteren Tal wohnten, nur 11.000 lebten in den Kommunen oberhalb von S. Damiano. Neben den größeren Orten bestanden 239 Siedlungen und 12 comuni.
Die zweite Hälfte des 19. und der überwiegende Teil des 20. Jahrhunderts waren durch weitere Ab- und Auswanderung sowie Überalterung gekennzeichnet. Dabei verließen die Bewohner zunächst in einer ersten Welle die höher gelegenen Orte und zogen in die Täler, bzw. die Orte am Rande des Haupttales, vor allem nach Dronero. In einer zweiten Welle zogen viele Bewohner von dort in die industriellen Zentren, allen voran Turin. Die Bevölkerungsverluste waren so groß, dass die vier Nachbartälern Varaita, Maira, Grana und Stura di Demonte den größten zusammenhängenden Entvölkerungsraum der italienischen Alpen darstellten. Das Mairatal verlor ab 1871 etwa vier Fünftel seiner Bevölkerung, Dronero hingegen nur ein Zehntel.

### Faschismus, Nationalsozialismus, Partisanenkämpfe
Während der nationalsozialistischen Herrschaft in Italien kam es, wie in ganz Norditalien, zu Partisanenkämpfen, bei denen Italo Tibaldi als Partisan im Valle Maira bekannt wurde, da er im Januar 1944 mit 49 anderen verhaftet und nach Mauthausen deportiert werden sollte. Allerdings wurde er in Ebensee befreit, nahm danach eine wichtige Rolle im Internationalen Komitee Mauthausen ein, dessen Vizepräsident er später wurde. Zudem veröffentlichte er eine bedeutende Arbeit über die Transporte von Italien in die nationalsozialistischen Konzentrationslager. Im Januar 1944 wurde Ceretto (Busca) wegen des zunehmenden Widerstandes niedergebrannt, vor allem aber, weil dort Juden versteckt worden waren.
Ab März 1944 kam es zu weiteren Partisanenkämpfen. Im Maira- und im Varaita-Tal wurde im Mai 1944 eine „Republik“ gegründet, eine von insgesamt 16 befreiten Zonen. Diese ging auf eine Vereinbarung zurück, die am Pass nach Frankreich durch italienische und französische (Maquisards) Partisanen am 12. Mai am Col Sautron und am 30. Mai in Saretto auf der Seite des Mairatals, und in Barcelonnette in Frankreich getroffen worden war. Doch im Juli schlugen die deutschen Besatzer im Rahmen einer Gegeninvasion am Po zurück. Am 26. Juli 1944 versammelten sich dazu Waffen-SS und eine motorisierte Kolonne der Wehrmacht in Dronero. Sie brannten mehrere Dörfer nieder und verhafteten zahlreiche der etwa 600 Partisanen.

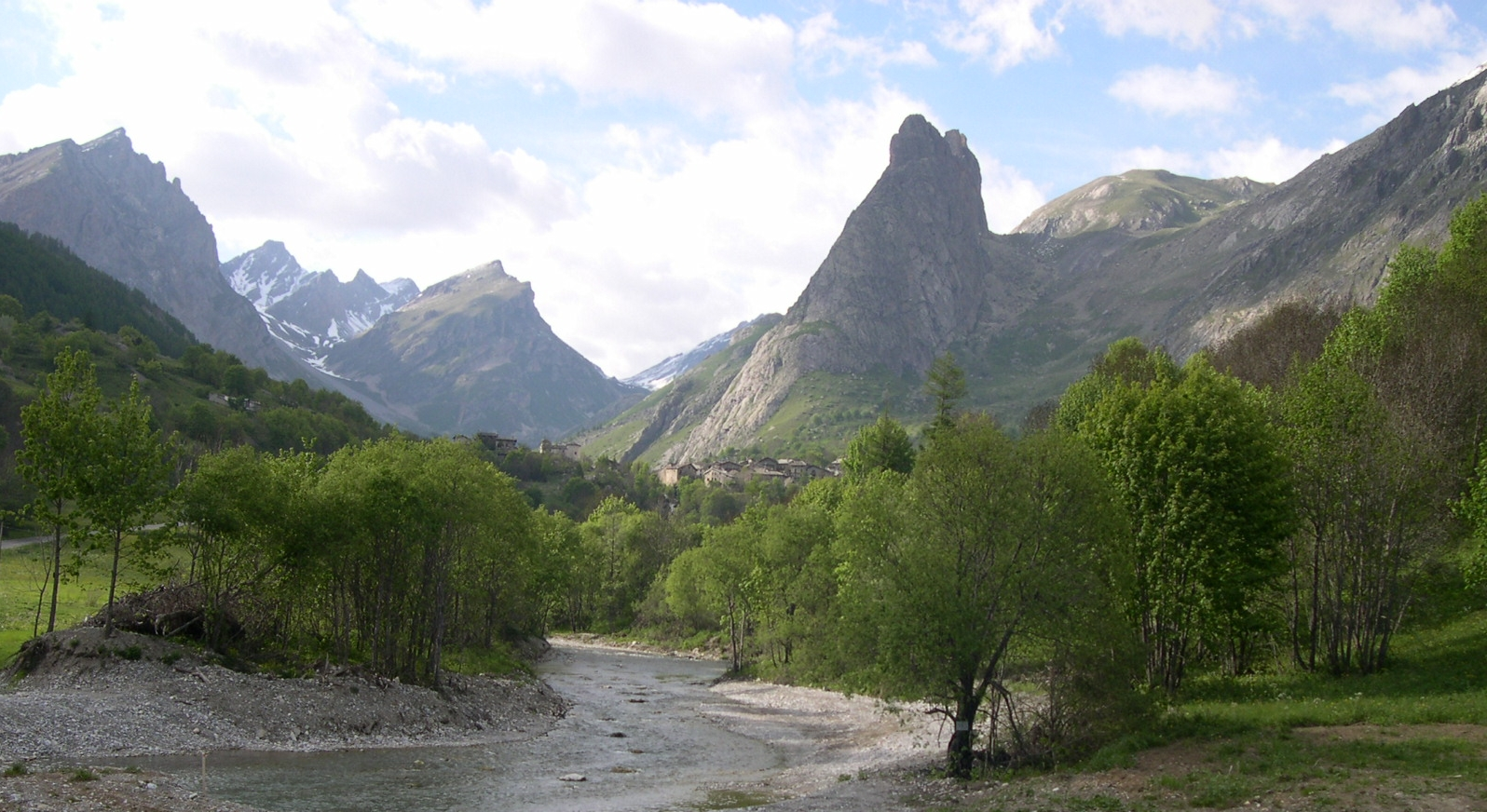
Blick auf das Dorf Chiappera bei Acceglio im oberen Val Maira (2006).

### Stabilisierung
Obwohl sich die Situation etwas stabilisiert hat, ist die Gegend heute eine der am dünnsten besiedelten Regionen Europas. Die Einwohnerdichte liegt bei ca. 2 Einwohnern/km². Beim Pass Colle die Sautron hat die Comunità montana des Valle Maira einen Gedenkstein zur Emigration mit folgendem Text aufgestellt (dt. Übersetzung):
Diese nackten Felsen, windumtost und von Unwettern heimgesucht, bewahren ein verlorenes Echo. Die Schritte, die Stimmen unserer Emigranten, Männer, Frauen, Kinder, die sich nach Frankreich begaben, auf der Suche nach Arbeit und Brot, das ihnen ihre Heimat nicht geben konnte. Das Valle Stura verlor zwischen 1901 und 1950 die Hälfte seiner Bevölkerung, deren Zahl von 20.319 auf 10.147 Bewohner einbrach.
Ab den 1980er Jahren kam es zu einem Zuzug von Städtern, vor allem aus Turin, und von Bewohnern der Ebenen, der den Bevölkerungsrückgang partiell umkehrte und Gebiete wiederbelebte, die beinahe menschenleer geworden waren. Zunächst profitierten von dieser Wiederbesiedlung, die zunächst auf alten Familienbanden und dem Bedürfnis nach Wiederbelebung der okzitanischen Kultur basierte, vorrangig die Alpenrandzentren, doch veränderte sich bald der Charakter der Zuwanderung. Dies waren 2006 vor allem Busca, Roccabruna und Villar San Costanzo. Hingegen war die Bevölkerungszahl seit 1981 weiter zurückgegangen, vor allem im oberen Tal. So hatte  Acceglio 54,1 % seiner Bevölkerung verloren, Prazzo hatte 48,1 %, Elva 47,2, Marmora 46,8, Stroppo 44,1, Celle di Macra 42,5, Macra 37,4, Canosio 34,6 und San Damiano Macra 32,8 % eingebüßt. Während das Tal 1981 genau 20.309 Einwohner aufwies, stieg diese Zahl bis 1991 auf 20.394, um 2001 20.979 zu erreichen.
Untersuchungen der Jahre 2008 bis 2013 ergaben, dass dabei die Vorstellung von der Verwirklichung eines eigenen Lebenskonzeptes eine erhebliche Rolle spielte. Die ökonomische Seite wurde dabei vielfach durch den Tourismus bestritten. In Stroppo, das den Entvölkerungsprozess aufhalten konnte, entstand das Centro culturale tedesco, in Dronero 1995 das Museo Civico Luigi Mallé di Dronero. Zugleich nahm die Zahl der Pendler stark zu. Während Bewohner des unteren Mairatals nach Dronero fuhren, arbeiteten die des mittleren und oberen Tals, trotz der größeren Entfernung, eher in Cuneo. Darüber hinaus erweiterte sich der Kreis der Herkunftsgebiete. So arbeitete 2008 in Acceglio zunächst eine Rumänin als Altenpflegerin, der ihre Familie folgte, die inzwischen ein Bauunternehmen betreibt, in dem weitere Rumänen Arbeit fanden. Diese Rumänen lebten 2012 in der borgata Vilar und stellen mit 12 Angehörigen 7 % der Dorfbevölkerung. Dies ist keineswegs ungewöhnlich, denn schon 2005 lag der Anteil der Ausländer im Tal bei 5,5 % bzw. 1.170 von 21.302 Bewohnern.
Bei der ökonomischen Erholung spielt der Tourismus eine wichtige Rolle. So bot das Tal 2006 in 67 Unternehmen 1.548 Betten an (davon allein 382 in Acceglio, 215 in Busca und 190 in Prazzo), was binnen fünf Jahren einer Steigerung um 32,7 % gleichkam. Gleichzeitig war die Zahl der Unternehmen um 34 angestiegen; danach kam es allerdings zu einem leichten Rückgang, aber auch zu einem Anstieg der Zahl nicht-italienischer Touristen.

## Einwohner
2006 zählte man im Tal 21.378 Einwohner, wobei seither einige Gemeinden deutliche Zuwächse verzeichnen konnten, andere jedoch weiter schrumpften. Noch deutlicher wird die Dynamik im Vergleich mit den Einwohnerzahlen des Jahres 1981. Die Einwohner des Tales verteilen sich auf 14 Gemeinden mit den folgenden Einwohnerzahlen (Stand: Januar 2016, 2006, 1981)
| Gemeinde            | Fläche | Einwohner 2016 | Einwohner 2006 | Einwohner 1981 |
| ------------------- | ------ | -------------- | -------------- | -------------- |
| Busca               | 66     | 10197          | 9727           | 8182           |
| Villar San Costanzo | 19     | 1540           | 1464           | 1223           |
| Dronero             | 58     | 7097           | 7117           | 7124           |
| Roccabruna          | 24     | 1585           | 1506           | 1177           |
| Cartignano          | 6      | 187            | 182            | 204            |
| San Damiano Macra   | 54     | 435            | 464            | 690            |
| Macra               | 24     | 59             | 67             | 107            |
| Celle di Macra      | 30     | 99             | 111            | 193            |
| Stroppo             | 28     | 102            | 104            | 186            |
| Marmora             | 41     | 65             | 92             | 173            |
| Canosio             | 48     | 81             | 89             | 136            |
| Elva                | 26     | 96             | 105            | 199            |
| Prazzo              | 51     | 169            | 187            | 360            |
| Acceglio            | 146    | 174            | 163            | 355            |
| Summe               | 621    | 21886          | 21378          | 20309          |

## Sprachen
Neben dem Italienischen sprechen die Einwohner des Tales Okzitanisch, eine galloromanische Sprache, deren Ursprünge im Mittelalter liegen.

## Wirtschaft

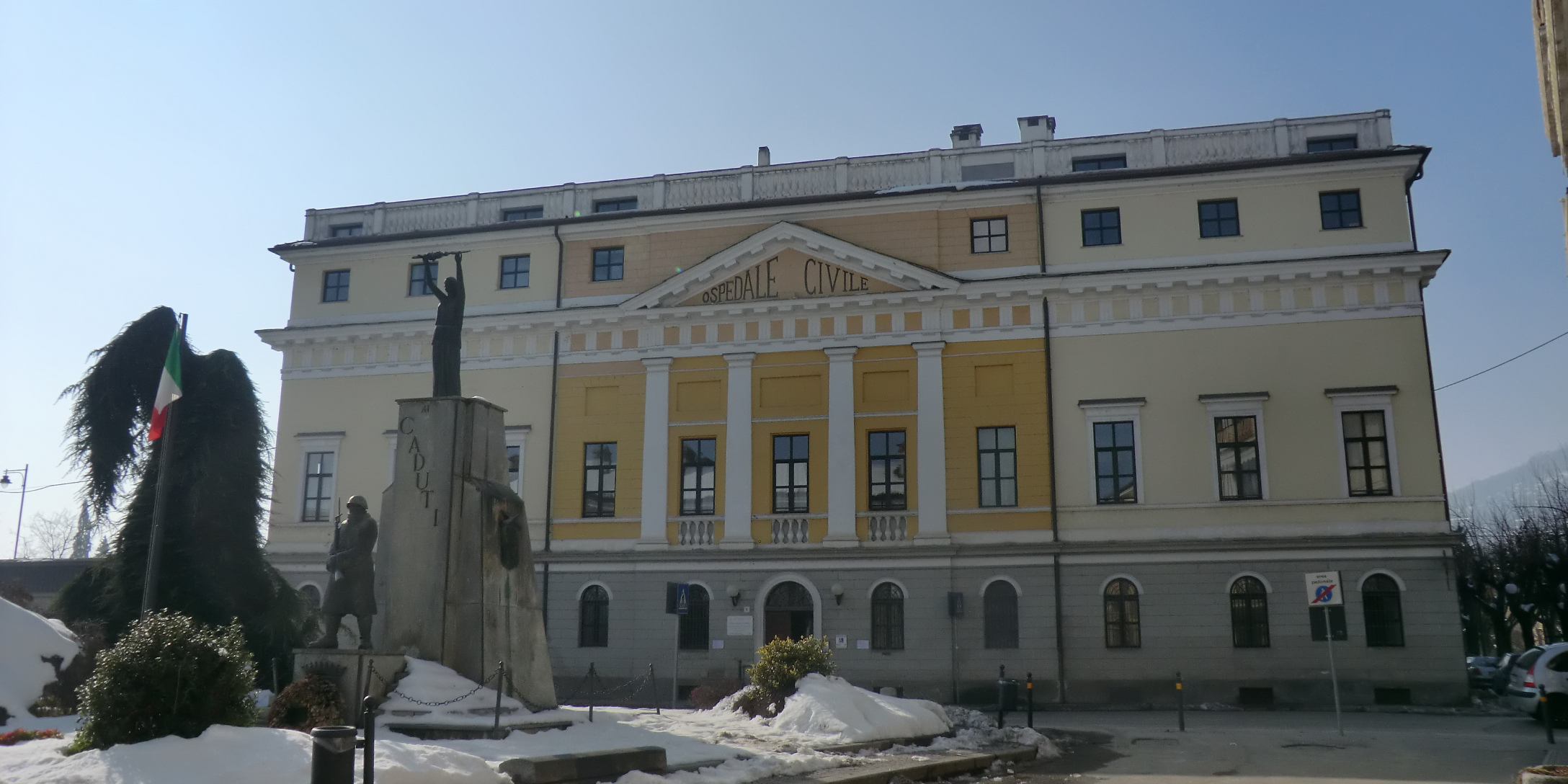
Das Krankenhaus in Busca

Die Einwohner des Mairatales betrieben Ackerbau und waren jahrhundertelang bis zum Zweiten Weltkrieg weitgehend Selbstversorger. Die terrassierten Ackerbauflächen reichten bis gegen 2000 Meter, wo noch Getreide angepflanzt wurde. Oberhalb von 1500 Metern benötigte der Winterroggen 13 bis 15 Monate bis zur Erntereife. Die Vieh- und Alpwirtschaft wurde nebenher besorgt. Die von den Römern ins Tal gebrachte Kastanie und Rebe wuchs bis San Damiano auf 1000 Meter Höhe. Die Kastanie und die Kartoffel ermöglichte die dichte Besiedlung des Tales. In den 1930er Jahren wurden am Eingang des Mairatales Mais, Weizen, Hirse, Hanf, Leinen, Reben, Apfel- und Maulbeerbäume (Seidenspinnerei in Caraglio) angebaut. Ab San Damiano wuchsen vor allem Kartoffeln, Roggen, Birn- und Nussbäume, Eichen, Steinbuchen, Ulmen, Rotbuchen und Haselnusssträucher, Föhren, Tannen und Lärchen. Nach dem Zweiten Weltkrieg gingen die Ackerflächen auf drei Prozent zurück. Der Getreideanbau verschwand. Heute wird im oberen Tal ausschließlich Viehwirtschaft mit Milch- und Fleischproduktion betrieben.
Ein weiterer Wirtschaftszweig war der Abbau von Marmor.
2014 bestanden im Tal etwa 190 landwirtschaftliche Betriebe, die insgesamt eine Fläche von 15.000 ha bewirtschafteten. Diese können ökonomisch überleben, weil sie sich auf Produkte höchster Qualität konzentrieren, was vor allem für den Bereich der Produktion von Schaf- und Ziegenkäse gilt. Auch war die Rückbesinnung auf die okzitanische Kultur und Sprache hier hilfreich, was sich in Einrichtungen wie dem Ecomuseo dell’Alta Valle Maira und der Gesellschaften Espaci Occitan und Chambra d’Oc manifestierte.
Aus den Einnahmen der Maira spa, die sich vorrangig aus dem Stromverkauf speisen, werden Projekte der Gemeinde Acceglio und der Comunità Montana, wie Straßensicherung, Versammlungsräume sowie touristische Projekte, wie etwa der Unterhalt des rifugio Campo Base di Acceglio unterhalten.

## Tourismus

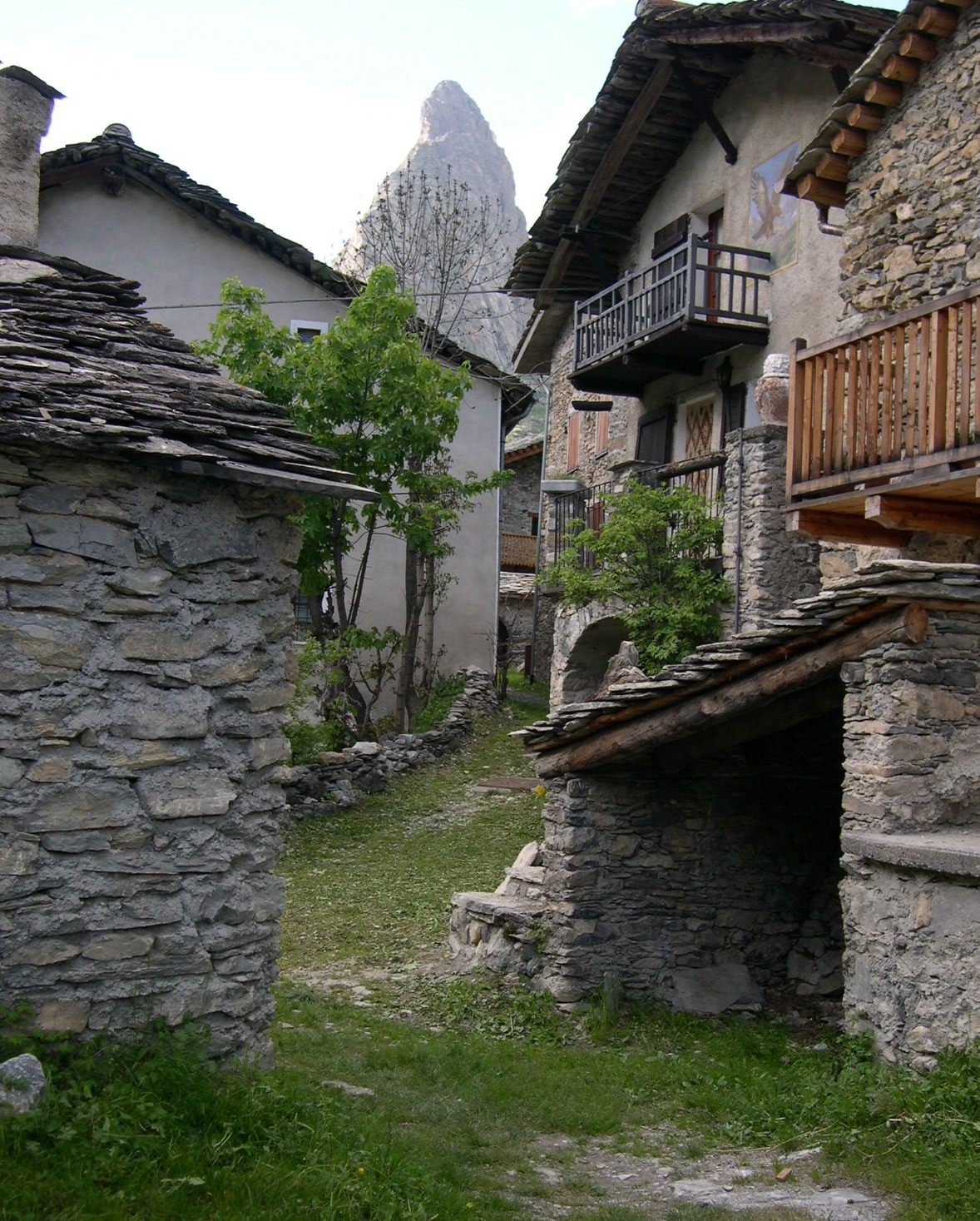
Chiappera, das zur Kommune Acceglio gehört

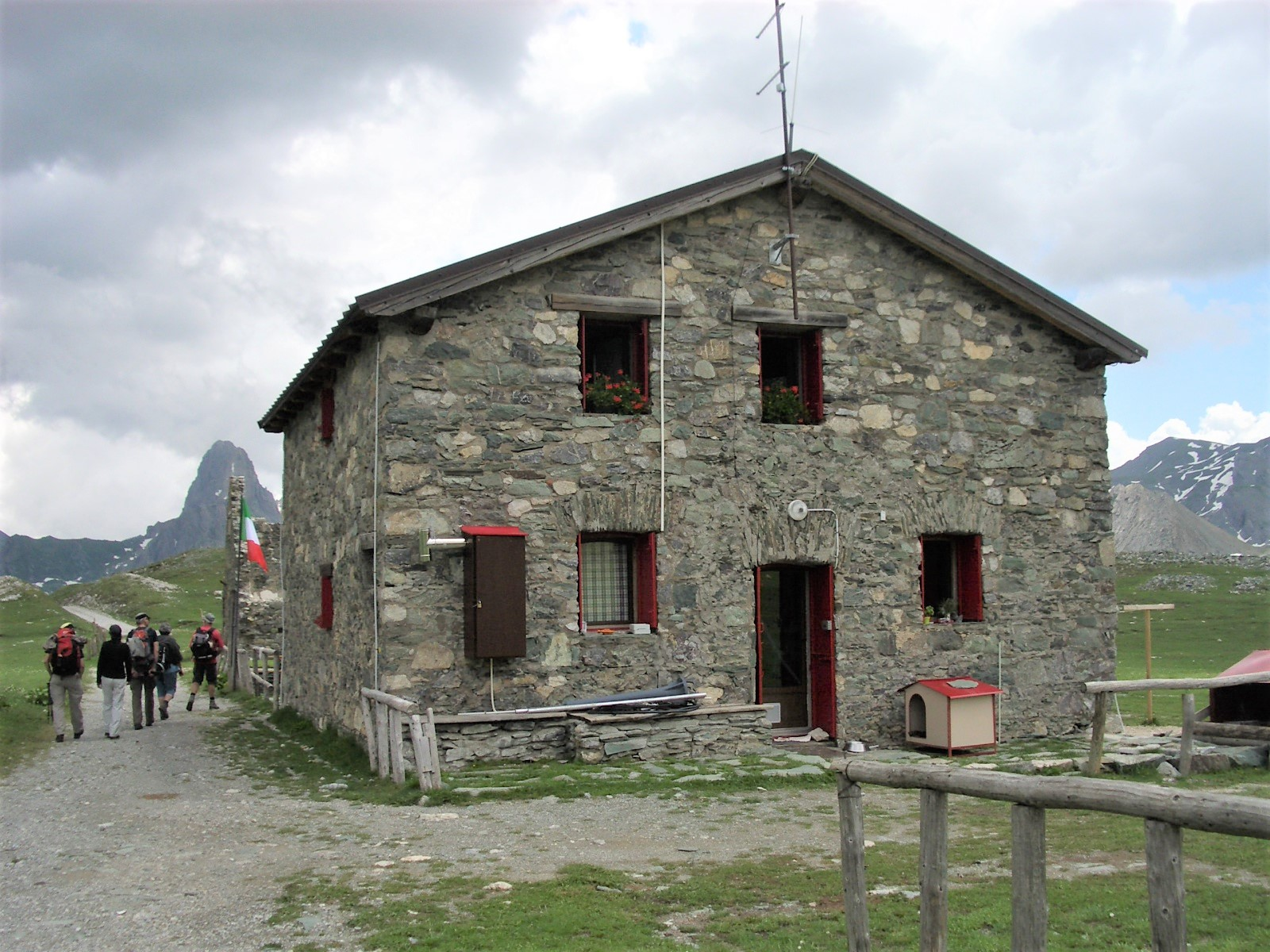
Gardetta Hütte C.A.I. (2335 m)

Im Tal ist ein Rundwanderweg („Percorsi Occitani“) mit 13 Etappen markiert, aus denen man sich je nach Jahreszeit einen individuellen Rundweg im unteren oder oberen Talbereich zusammenstellen kann. In den Etappenorten sind Unterkünfte (posti tappa) eingerichtet, die Halbpension mit hervorragender lokaler Küche anbieten. In der Nähe des Alpenhauptkamms verläuft der fünftägige „Sentiero Roberto Cavallero“, der sich auf Alpenvereins-Biwaks stützt.
Mehrere Fernwanderwege queren das Valle Maira: die Grande Traversata delle Alpi mit der Standardvariante Chiesa Bellino – Chiappera – Chialvetta – Pontebernardo und der Variante Chiesa Bellino – Elva Serre – [Teile des Talrundwegs] – Chialvetta. Diese Infrastruktur wird auch von Via Alpina genutzt, deren roter und blauer Weg sich in Chiappera kreuzen.
Die spätgotischen Fresken im Chor der Kirche von Elva gelten als überregionale Sehenswürdigkeit.

## Verkehr
Die nächsten Flughäfen sind Turin und Nizza, ein Flugplatz besteht in Cuneo.

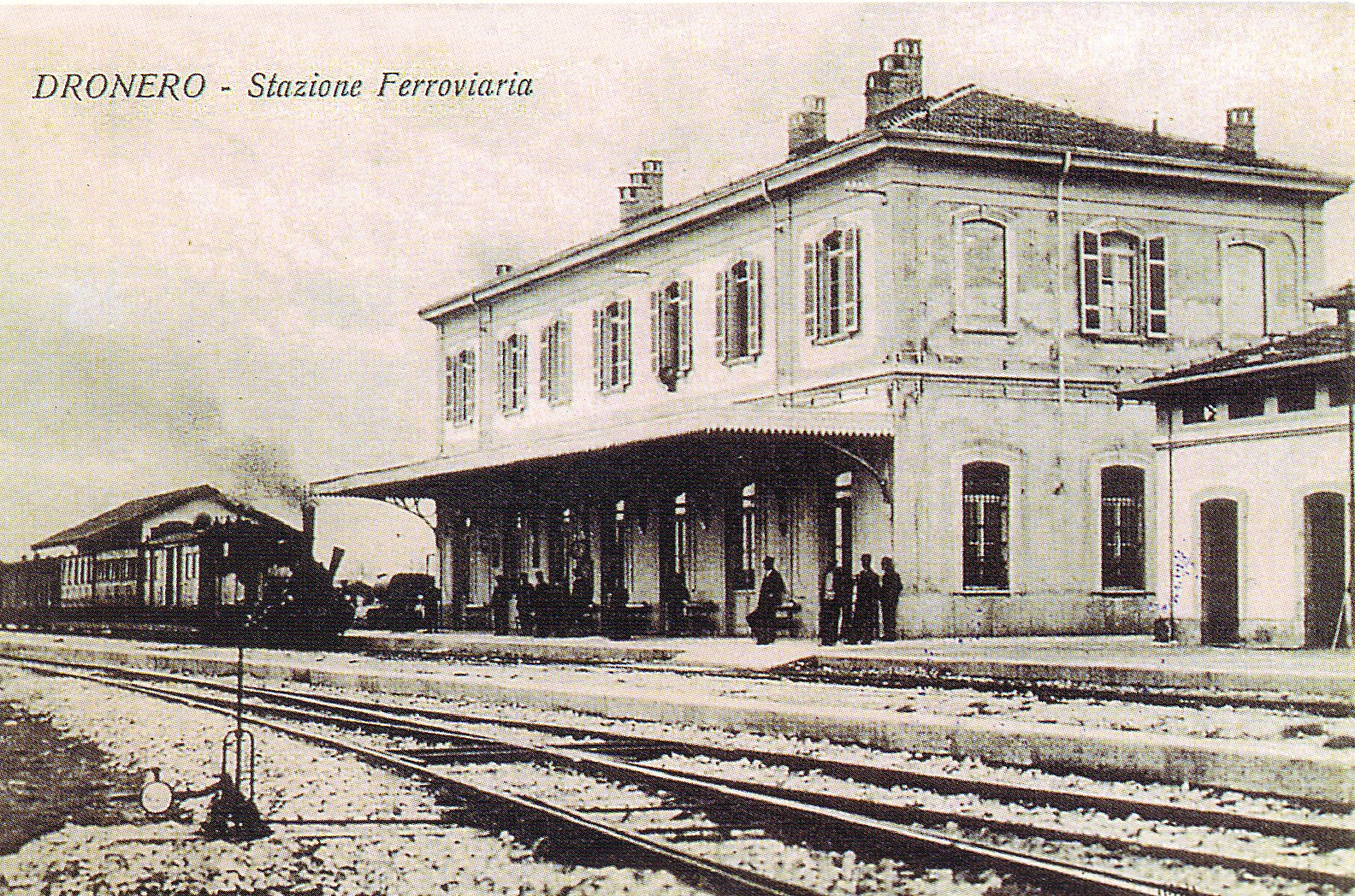
... und der Bahnhof in den 1920er Jahren

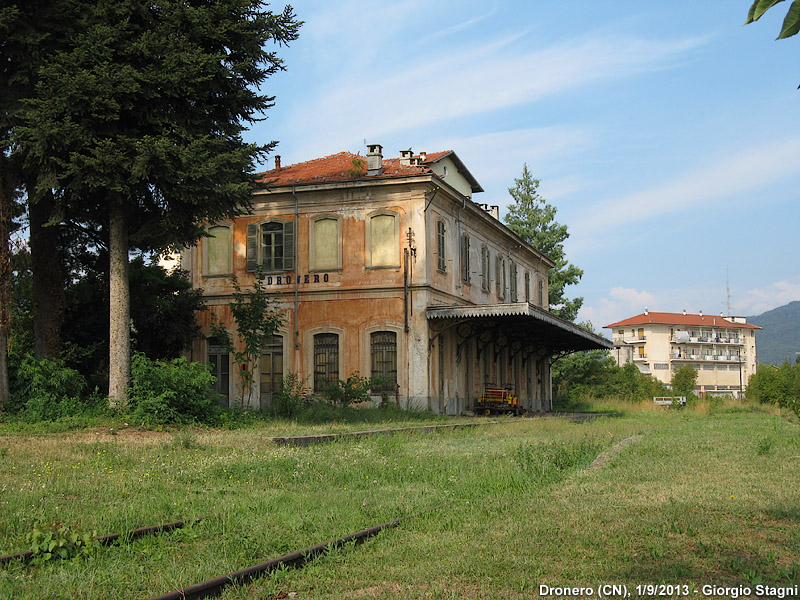
Der verfallende Bahnhof von Dronero im Jahr 2013

1912 wurde die Eisenbahnlinie von Busca nach Dronero fertiggestellt und 1913 eingeweiht, die das Tal mit der Eisenbahnstrecke Cuneo-Saluzzo verband. Die Strecke wurde 1966 für den Personentransport außer Dienst genommen und 1982 stillgelegt, 1988 die letzten Dienstleistungen eingestellt. Obwohl sich die Associazione Amici della Ferrovia Turistica Valle Maira 2009 um eine Wiederbelebung als Touristenbahn bemühte, kam es bisher zu keinen Ergebnissen.
Busverbindungen durch das Tal bestehen zwischen Dronero und Acceglio. 1928 wurde aus der Strada nazionale 43 die 75,8 km lange Strada Statale 22 di Val Macra. Sie verbindet Acceglio mit dem 54 km entfernten Cuneo via Dronero und Busca, das 17 km von Cuneo entfernt ist, doch wurde sie 2001 zur Provinzialstraße der Provinz Cuneo mit der Nummer 422.

## Kultur

### Bildung
Grundschulen und Kindergärten existieren in Busca und Dronero, Prazzo sowie in San Damiano Macra. Sekundarschulen bestehen in Busca und Dronero, den beiden Gemeinden, in denen auch istituti comprensivi entstanden, in denen Vor-, Grund- und Mittelschule unter einem Dach bestehen.

### Museen, Bibliotheken, Archive
Museen
Im Verhältnis zur Einwohnerzahl besteht eine erhebliche Zahl an kulturellen Einrichtungen, wie etwa die acht Museen, die sich mit Kunst- und Lokalgeschichte, dem Okzitanischen, dem Schulwesen und den Haarsammlern, dem Leben und der Arbeit (in einem eigenen Haus der Frauenarbeit) in den Hochtälern sowie der Sakralkunst befassen.
In Dronero gibt es drei Museen. Das Museo Civico Luigi Mallè di Dronero setzt sich anhand der Hinterlassenschaften der Familie des Kunsthistorikers Luigi Mallè mit der Lokalgeschichte auseinander, ebenso wie mit bestimmten Aspekten der Kunstgeschichte. Mit der Sakralkunst befasst sich das Haus der Confraternità del Gonfalone, zugleich bewahrt es die historischen Dokumente der Vereinigung auf. Es befindet sich in einem Gebäude, das 1712 entstand. Hinzu kommt das Museo sonoro della lingua e della cultura occitana, das mittels multimedialer Aufbereitungsformen Geschichte, Literatur und Musik des Okzitanischen vermittelt.
In der Borgata Paschero (Stroppo) befindet sich ein Schulmuseum in einem ehemaligen Schulgebäude. Dieses vermittelt ein Bild des Unterrichts in den Bergen zwischen 1900 und 1970.
In der Borgata Serre (Elva) entstand in der Casa della Meridiana aus dem 19. Jahrhundert ein Museo dei „Pelassiers“ oder Pels, der Haarsammler von Elva (piemontes.: Caviè). Diese erwarben zwischen dem frühen 19. Jahrhundert und der Mitte des 20. Jahrhunderts Haare in der Lombardei, dem Piemont und in Venetien, um sie nach Länge, Farbe und Feinheit sortiert den Perückenmachern ganz Europas anzubieten.
In der Borgata Chialvetta (Acceglio) besteht das ethnographische Museum La misoun d’en bot mit 1500 Objekten. In einer rekonstruierten Hütte bietet es ausschließlich Artefakte aus dem Unerzio-Tal. Diese reichen von Werkzeugen zur Käseherstellung und für alle anderen ökonomischen Tätigkeiten, wie Viehhaltung, Holzfällerei und Schreinerei, Schmiede oder Jagd, über Skier und Schneeschuhe bis zu Kleidung sowie Mobiliar und Einrichtungsgegenständen.
In der Borgata Villa (Acceglio) befindet sich seit 1998 ein weiteres Museum für Sakralkunst, das Museo di Arte Sacra im Oratorium der Kirche der Confraternita di Acceglio.
In Prazzo inferiore in der Via Nazionale 22 ist das Museo della canapa e del lavoro femminile, ein Haus, das sich mit der Verarbeitung von Hanf und mit Frauenarbeit befasst. Frauen waren im oberen Tal vielfach die alleinigen Arbeitskräfte, weil die Männer auf der Suche nach Arbeit ins untere Tal wanderten und daher über lange Zeit abwesend waren.
Bibliotheken
Im Mairatal befinden sich drei Bibliotheken, nämlich die Biblioteca civica di Dronero, dann die Biblioteca comunale di Busca und die Biblioteca del Monastero benedettino in Marmora.
Die Bibliothek in Dronero geht auf die dortige biblioteca popolare des frühen 19. Jahrhunderts zurück, die während des Zweiten Weltkriegs zerstört wurde. Die heutige Bibliothek wurde 1970 eröffnet. Sie begann mit einem Fundus von 1000 Büchern. 1990 zog sie in die Casa Mallè um.
Die Kommunalbibliothek in Busca entstand ebenfalls 1970. Neben den Beständen einer kleinen Stadtbibliothek besteht in einem eigenen Saal, der Sala Giuseppina Battaglia e Giuseppe Fino, eine Privatbibliothek, die der Pfarrer Francesco Fino 1992 der Kommune vermachte, und die nach seinen Eltern benannt ist. Sie birgt mehr als 2000 Werke zur römischen Geschichte und Kirchengeschichte, zur Liturgie, zur klassischen und zur christlichen Archäologie sowie zur lokalen Kunst und Geschichte. Dazu kommen Rara des 19. und frühen 20. Jahrhunderts.
Die bedeutendste Bibliothek ist die Biblioteca del Monastero benedettino oberhalb von Marmora, die in 1548 m Höhe liegt (nach anderen Angaben 1580 m) und damit als höchstgelegene Bibliothek Europas gilt. Der am 7. Januar 1931 in Casorate Primo in der Provinz Pavia geborene, hochgebildete Benediktiner Sergio De Piccoli (Padre Ignazio), seit 1978 in Marmora, wohin er mit 2000 Büchern gelangt war, hatte 62.000 Werke gesammelt und sie in fünf Räumen des Klosters aufbewahrt. Es handelt sich ausschließlich um Sachbücher und um enzyklopädische Werke, die der Einsiedler 2007 der Kommune vermachte. Der Bürgermeister sagte den Ausbau der überfüllten Bibliothek zu, was bis 2013 nicht eingehalten wurde. 2014 starb Sergio De Piccoli im Alter von 83 Jahren.
Archiv
In Busca befindet sich das bedeutendste kommunale Archiv des Tals. Es geht auf eine Urkundensammlung zurück, die sich wohl ab 1640 belegen lässt, einem Jahr, in dem das Haus ausgeraubt wurde, um erst 1662/1663 wieder eingerichtet zu werden. Ein erstes Verzeichnis der Bestände wurde 1703 zusammengestellt, 1704 entstand ein erstes Inventar. Zuletzt wurde das Archiv von 2002 bis 2006 neugeordnet.

### Flora und Fauna
- Sara Dalmasso, Luca Tavella: Ecomuseo della Valle Maira: ipotesi di recupero e rifunzionalizzazione della borgata di Combe e dei suoi opifici. tesi di laurea, Politecnico di Torino, Fakultät für Architektur, Turin 2005/2006.

### Geschichte
- Piero Camilla, Rinaldo Comba (Hrsg.): Storia di Cuneo e delle sue valli. Bd. 2. Cuneo 1996, S. 196 ff (Valle Maira).
- Celestina Allione: Ricerche di toponomastica della Bassa Valle Maira. tesi di laurea, Turin 1972 (Ortsnamenkunde des unteren Mairatals).
- G. Rossetti: Nascità ed estinzione di villaggi nella bassa valle Maira dal secolo XI al XIV. L'abbandono di Ripoli e di Surzana e l’origine di Dronero. Tesi, Facoltà di Lettere e Filosofia, Turin 1972–1973.
- Renata Allio: Da Roccabruna a Grasse. Contributo per una storia dell’ emigrazione cuneese nel sud-est della Francia. Bonacci editore, Rom 1984.
- Renata Allio: Emigrazione dalla Valle Maira tra Ottocento e Novecento. In: Bollettino della Societa per gli Studi Storici, Archeologici e Artistici della Provincia di Cuneo, 93 (1985) S. 131–136.
- Mario Giovana: Storia di una formazione partigiana. Einaudi, Turin 1964.
- Marcello Garino (Hrsg.): Indagine storico culturale sulla valle Maira. Turin 1983.
- Giuseppe Manuel di S. Giovanni: Memorie storiche di Dronero e della valle di Maira. Turin 1868 (Digitalisat).
- Giuseppe Manuel di San Giovanni: Memorie storiche di Dronero e della Valle di Maira. Bd. 3: Cartario. Tipografia subalpina di Marino e Gantin, Turin 1868 (Quellensammlung, Urkunden ab 1163). (Digitalisat)
- Nuto Revelli: Il mondo dei vinti. 2 Bde. 1977 (sinngemäß: ‚Die Welt der Besiegten‘; Sammlung von Befragungen, zentrales Werk zur Wahrnehmung der drastischen Veränderungen durch die Talbewohner selbst.)
- Nuto Revelli: Il prete giusto. 1998 (Raimondo Viale (1907–1984), seine Berichte über die Hilfe für die aus Frankreich geflohenen Juden).
- Nuto Revelli: La guerra dei poveri. 1977.
- Carlo Giordano: I ribelli della Valle Maira. Storia della 104a Brigata Garibaldi Carlo Fissore. Cuneo 2016.

### Kunst und Kultur
- Luigi Massimo: L’Architettura della valle Maíra. Il draco / Ousitanio Vivo, Dronero 1993.
- Luigi Massimo: Architettura primitiva in Val Maira. In: Luigi Botta, Franco Collidà (Hrsg.) Cuneo. Provincia Granda. Grandapress Ed., Cuneo 1983, Bd. 1, S. 29–33.
- Marco Piccat: Affreschi quattrocenteschi in Alta Val Maira: il “Transitus Beatae Mariae Virginis” della parrocchiale di Paglieres. In: Studi Piemontesi. VI,1 (1977) S. 125–132.
- Ursula Bauer, Jürg Frischknecht: Antipasti und alte Wege. Valle Maira – Wandern im anderen Piemont. Rotpunktverlag, Zürich, 7. Auflage, 2011, ISBN 3-85869-175-5.
- Jörg Waste, Giorgio Alifredi: Ich bleibe im Valle / Rimango in Valle Maira – Lebensperspektiven in einem rauen Land / Prospettive di vita in una terra rude. Rotpunktverlag, Zürich 2015, ISBN 978-3-85869-647-2.

### Reiseführer
- Ursula Bauer, Jürg Frischknecht: Antipasti und alte Wege. Valle Maira – Wandern im andern Piemont. Rotbuchverlag, Zürich 1999, überarb. 7. Auflage, 2011.
- Sabine Bade, Wolfram Mikuteit: Piemont Wandern. Michael-Müller-Verlag, Erlangen 2010, ISBN 978-3-89953-566-2.
- Iris Kürschner: Piemont Süd. Vom Monviso bis zu den Ligurischen Alpen. Bergverlag Rother, 2. Auflage, München 2012, ISBN 978-3-7633-4359-1.
- Jörg Waste, Giorgio Alifredi: Ich bleibe im Valle / Rimango in Valle Maira: Lebensperspektiven in einem rauen Land / Prospettive di vita in una terra rude. Rotpunktverlag, Zürich 2015, ISBN 978-3-85869-647-2.